# Football Club Lausanne-Sport 2013-2014
Questa voce raccoglie le informazioni riguardanti il Football Club Lausanne-Sport nelle competizioni ufficiali della stagione 2013-2014.

## Stagione
Nella stagione 2013-2014 il Losanna, allenato da Laurent Roussey, Alexandre Comisetti e Henri Atamaniuk, concluse il campionato di Super League al 10º posto e fu retrocesso in Challenge League. In Coppa Svizzera il Losanna fu eliminato ai quarti di finale dal Lucerna.

## Rosa
| N. |                       | Ruolo | Calciatore          |
| -- | --------------------- | ----- | ------------------- |
| 1  | Svizzera (bandiera)   | P     | Kevin Fickentscher  |
| 2  | Marocco (bandiera)    | D     | Abdelouahed Chakhsi |
| 2  | Guinea (bandiera)     | C     | Pascal Feindouno    |
| 3  | Svizzera (bandiera)   | D     | Mickaël Facchinetti |
| 4  | Slovenia (bandiera)   | D     | Miha Mevlja         |
| 5  | Spagna (bandiera)     | C     | Gabri               |
| 6  | Svizzera (bandiera)   | D     | Guillaume Katz      |
| 8  | Svizzera (bandiera)   | C     | Fabrizio Zambrella  |
| 10 | Francia (bandiera)    | C     | Damien Plessis      |
| 11 | Francia (bandiera)    | A     | Yannis Tafer        |
| 12 | Francia (bandiera)    | C     | Yoric Ravet         |
| 13 | Svizzera (bandiera)   | D     | Adriano De Pierro   |
| 13 | Croazia (bandiera)    | A     | Ante Vukušić        |
| 14 | Italia (bandiera)     | D     | Sébastien Meoli     |
| 14 | Camerun (bandiera)    | C     | Freddy Mveng        |
| 16 | Portogallo (bandiera) | P     | Barroca             |

| N. |                      | Ruolo | Calciatore       |
| -- | -------------------- | ----- | ---------------- |
| 17 | Svizzera (bandiera)  | C     | Olivier Custodio |
| 18 | Svizzera (bandiera)  | P     | Thomas Castella  |
| 19 | Svizzera (bandiera)  | D     | Numa Lavanchy    |
| 20 | Camerun (bandiera)   | C     | Patrick Ekeng    |
| 21 | Svizzera (bandiera)  | C     | Ming-yang Yang   |
| 22 | Angola (bandiera)    | P     | Signori Antonio  |
| 22 | Svizzera (bandiera)  | P     | Kevin Martin     |
| 23 | Svizzera (bandiera)  | C     | Romain Dessarzin |
| 24 | Svizzera (bandiera)  | D     | Gabriel Cuénoud  |
| 24 | Francia (bandiera)   | D     | Jérôme Sonnerat  |
| 25 | Senegal (bandiera)   | A     | Matar Coly       |
| 26 | Benin (bandiera)     | C     | Waidi Adam       |
| 27 | Venezuela (bandiera) | D     | Rolf Feltscher   |
| 31 | Svizzera (bandiera)  | C     | Arthur Njo Lea   |
| 33 | Camerun (bandiera)   | D     | Yaya Banana      |

## Organigramma societario
Area tecnica
- Allenatore: Henri Atamaniuk
- Allenatore in seconda: Guillaume Norbert, Marco Simone
- Preparatore dei portieri: Florent Delay
- Preparatori atletici:

## Calciomercato

### Sessione estiva
| Acquisti | Acquisti           | Acquisti      | Acquisti |
| R.       | Nome               | da            | Modalità |
| -------- | ------------------ | ------------- | -------- |
| D        | Yaya Banana        | Sochaux       |          |
| C        | Yoric Ravet        | Saint-Étienne |          |
| C        | Wajdi Bouazzi      | Espérance     |          |
| A        | Matar Coly         | Bienne        |          |
| C        | Jesjua Cruyff      | Wigan (R)     |          |
| D        | Adriano De Pierro  | Lugano        |          |
| C        | Patrick Ekeng      | Le Mans       |          |
| C        | Pascal Feindouno   | Elazığspor    |          |
| P        | Kevin Fickentscher | Sion          |          |
| A        | Ohad Kadousi       | Hapoel Akko   |          |
| A        | Luís Pimenta       | Chiasso       |          |
| D        | Miha Mevlja        | Gorica        |          |
| C        | Ming-yang Yang     | Losanna U18   |          |

| Cessioni | Cessioni            | Cessioni      | Cessioni |
| R.       | Nome                | a             | Modalità |
| -------- | ------------------- | ------------- | -------- |
| C        | Wajdi Bouazzi       | Sfaxien       |          |
| A        | Matt Moussilou      | Club Africain |          |
| A        | Mehmed Begzadić     | Locarno       |          |
| P        | Mathieu Débonnaire  | Sion          |          |
| P        | Anthony Favre       | Wil           |          |
| A        | Abraham Guié-Guié   | Nizza         |          |
| C        | Chris Malonga       | Monaco        |          |
| C        | Sekou Junior Sanogo | Thun          |          |
| A        | Kevin Tapoko        | Dessel Sport  |          |

### Sessione invernale
| Acquisti | Acquisti       | Acquisti | Acquisti |
| R.       | Nome           | da       | Modalità |
| -------- | -------------- | -------- | -------- |
| P        | Barroca        | Servette |          |
| C        | Freddy Mveng   | Sion II  |          |
| A        | Ante Vukušić   | Pescara  |          |
| C        | Damien Plessis | Arles    |          |

| Cessioni | Cessioni        | Cessioni               | Cessioni |
| R.       | Nome            | a                      | Modalità |
| -------- | --------------- | ---------------------- | -------- |
| C        | Michel Avanzini | Rapperswil-Jona        |          |
| C        | Malaury Martin  | Sandnes Ulf            |          |
| C        | Salim Khelifi   | Eintracht Braunschweig |          |
| A        | Luís Pimenta    | Beira-Mar              |          |
| A        | Ohad Kadousi    | Bnei Yehuda            |          |
| C        | Jesjua Cruyff   | Dayton Dutch Lions     |          |
| A        | Bashkim Sukaj   | Le Mont                |          |

## Risultati

### Super League

#### Prima fase, girone di andata
| Arbitro: | Kever |

|                               |           |  |
| Rangelov 41’ Lustenberger 88’ | Marcatori |  |

| Arbitro: | Erlachner |

|           |           |                                  |
| Tafer 46’ | Marcatori | 1’ Zárate 19’ Nuzzolo 40’ Sutter |

| Arbitro: | Hänni |

|                               |           |  |
| Schär 32’ (rig.) Streller 82’ | Marcatori |  |

| Losanna 3 agosto 2013, ore 19:45 CEST 4ª giornata | Losanna | 0 – 0 referto | Grasshoppers | Stade Olympique de la Pontaise (4 900 spett.)\| Arbitro: \| San \| |
| Arbitro:                                          | San     |               |              |                                                                    |

| Arbitro: | Graf |

|                        |           |  |
| Karanović 8’ Besle 83’ | Marcatori |  |

| Arbitro: | Jaccottet |

|                  |           |                                      |
| Tafer 90’ (rig.) | Marcatori | 13’ (aut.) Sonnerat 57’ (aut.) Meoli |

| Arbitro: | Erlachner |

|                                      |           |          |
| Sadik 5’ Cássio 8’ Martínez 62’, 79’ | Marcatori | 7’ Ekeng |

| Arbitro: | Graf |

|           |           |                       |
| Meoli 50’ | Marcatori | 22’ Teixeira 90’ Koch |

| Arbitro: | Bieri |

|                                |           |             |
| Vidošić 70’ (rig.) Vanczák 77’ | Marcatori | 27’ Khelifi |

#### Prima fase, girone di ritorno
| Arbitro: | Kever |

|                       |           |                                 |
| Senger 5’ Schultz 33’ | Marcatori | 24’ Coly 66’ Katz 90’ Feindouno |

| Arbitro: | Erlachner |

|             |           |                                   |
| Khelifi 14’ | Marcatori | 39’ (aut.) Fickentscher 60’ Ajeti |

| Arbitro: | Klossner |

|                           |           |  |
| Gashi 55’ (rig.) Caio 61’ | Marcatori |  |

| Arbitro: | Graf |

|  |           |            |
|  | Marcatori | 7’ Kahraba |

| Arbitro: | Jaccottet |

|  |           |                                    |
|  | Marcatori | 76’ Wüthrich 88’ (rig.), 90’ Keita |

| Arbitro: | Erlachner |

|                             |           |                    |
| Zárate 11’ Nuzzolo 20’, 67’ | Marcatori | 47’ Coly 73’ Tafer |

| Arbitro: | Schärer |

|  |           |                        |
|  | Marcatori | 48’ Martínez 66’ Zuffi |

| Arbitro: | San |

|                                                     |           |  |
| Schönbächler 28’ Rikan 58’ Mariani 81’ Teixeira 85’ | Marcatori |  |

| Arbitro: | Klossner |

|                               |           |                  |
| Tafer 68’ Coly 82’ Banana 89’ | Marcatori | 45’ (rig.) Herea |

#### Seconda fase, girone di andata
| Arbitro: | Bieri |

|               |           |                                      |
| Feindouno 51’ | Marcatori | 10’ (aut.) Mevlja 68’ Frei 90’ Degen |

| Arbitro: | Klossner |

|           |           |               |
| Herea 32’ | Marcatori | 5’, 61’ Ravet |

| Arbitro: | San |

|                                                        |           |                            |
| Martínez 2’, 44’ Nuzzolo 25’ Gajić 39’ (rig.) Frey 49’ | Marcatori | 28’ Vukušić 31’, 76’ Tafer |

| Arbitro: | Erlachner |

|                                    |           |  |
| Feindouno 37’ Ravet 55’ Mevlja 65’ | Marcatori |  |

| Arbitro: | Graf |

|  |           |             |
|  | Marcatori | 50’ Andrist |

| Arbitro: | San |

|                     |           |             |
| Caio 17’ Dabour 90’ | Marcatori | 67’ Vukušić |

| Arbitro: | Bieri |

|                                 |           |                       |
| Banana 57’ (aut.) Schneuwly 90’ | Marcatori | 37’ Ekeng 90’ Chakhsi |

| Arbitro: | Erlachner |

|             |           |  |
| Vukušić 87’ | Marcatori |  |

| Arbitro: | Klossner |

|  |           |                          |
|  | Marcatori | 25’, 75’ Ravet 61’ Tafer |

#### Seconda fase, girone di ritorno
| Arbitro: | Graf |

|  |           |              |
|  | Marcatori | 7’ Itaperuna |

| Arbitro: | Klossner |

|  |           |                      |
|  | Marcatori | 48’ Gashi 85’ Dabour |

| San Gallo 17 aprile 2014, ore 19:45 CEST 30ª giornata | San Gallo | 0 – 0 referto | Losanna | AFG Arena (12 116 spett.)\| Arbitro: \| Bieri \| |
| Arbitro:                                              | Bieri     |               |         |                                                  |

| Arbitro: | Jaccottet |

|  |           |           |
|  | Marcatori | 66’ Gajić |

| Arbitro: | Graf |

|                           |           |             |
| Ioniță 50’, 90’ Burki 72’ | Marcatori | 64’ Vukušić |

| Arbitro: | San |

|           |           |                                 |
| Ravet 27’ | Marcatori | 4’ Schneuwly 29’, 49’ Siegfried |

| Arbitro: | Jancevski |

|                                            |           |                                      |
| Rangelov 19’ (rig.) Lezcano 81’ Mikari 88’ | Marcatori | 9’ Katz 26’, 61’ Ravet 89’ Feindouno |

| Arbitro: | Erlachner |

|  |           |           |
|  | Marcatori | 50’ Rikan |

| Arbitro: | San |

|                                 |           |                    |
| Ajeti 8’ Callà 59’, 68’ Dié 90’ | Marcatori | 48’ Tafer 70’ Coly |

### Coppa Svizzera
| 18 agosto 2013, ore 15:00 CEST Primo turno | FC Cornol | 0 – 7 | Losanna |  |

| 14 settembre 2013, ore 19:30 CEST Secondo turno | Servette | 0 – 1 | Losanna |  |

| 9 novembre 2013, ore 16:30 CET Ottavi di finale | Brühl | 0 – 3 | Losanna |  |

| Arbitro: | Amhof |

|                          |           |  |
| Rangelov 61’ Lezcano 70’ | Marcatori |  |

## Statistiche

### Statistiche di squadra
| Competizione   | Punti | In casa | In casa | In casa | In casa | In casa | In casa | In trasferta | In trasferta | In trasferta | In trasferta | In trasferta | In trasferta | Totale | Totale | Totale | Totale | Totale | Totale | DR  |
| Competizione   | Punti | G       | V       | N       | P       | Gf      | Gs      | G            | V            | N            | P            | Gf           | Gs           | G      | V      | N      | P      | Gf     | Gs     | DR  |
| -------------- | ----- | ------- | ------- | ------- | ------- | ------- | ------- | ------------ | ------------ | ------------ | ------------ | ------------ | ------------ | ------ | ------ | ------ | ------ | ------ | ------ | --- |
| Super League   | 24    | 18      | 3       | 1       | 14      | 13      | 28      | 18           | 4            | 2            | 12           | 25           | 43           | 36     | 7      | 3      | 26     | 38     | 71     | -33 |
| Coppa Svizzera | -     | 0       | 0       | 0       | 0       | 0       | 0       | 4            | 3            | 0            | 1            | 11           | 2            | 4      | 3      | 0      | 1      | 11     | 2      | +9  |
| Totale         | 24    | 18      | 3       | 1       | 14      | 13      | 28      | 22           | 7            | 2            | 13           | 36           | 45           | 40     | 10     | 3      | 27     | 49     | 73     | -24 |

### Andamento in campionato
| Giornata  | 1 | 2  | 3  | 4  | 5  | 6  | 7  | 8  | 9  | 10 | 11 | 12 | 13 | 14 | 15 | 16 | 17 | 18 | 19 | 20 | 21 | 22 | 23 | 24 | 25 | 26 | 27 | 28 | 29 | 30 | 31 | 32 | 33 | 34 | 35 | 36 |
| --------- | - | -- | -- | -- | -- | -- | -- | -- | -- | -- | -- | -- | -- | -- | -- | -- | -- | -- | -- | -- | -- | -- | -- | -- | -- | -- | -- | -- | -- | -- | -- | -- | -- | -- | -- | -- |
| Luogo     | T | C  | T  | C  | T  | C  | T  | C  | T  | T  | C  | T  | C  | C  | T  | C  | T  | C  | C  | T  | T  | C  | C  | T  | T  | C  | T  | C  | C  | T  | C  | T  | C  | T  | C  | T  |
| Risultato | P | P  | P  | N  | P  | P  | P  | P  | P  | V  | P  | P  | P  | P  | P  | P  | P  | V  | P  | V  | P  | V  | P  | P  | N  | V  | V  | P  | P  | N  | P  | P  | P  | V  | P  | P  |
| Posizione | 8 | 10 | 10 | 10 | 10 | 10 | 10 | 10 | 10 | 10 | 10 | 10 | 10 | 10 | 10 | 10 | 10 | 10 | 10 | 10 | 10 | 10 | 10 | 10 | 10 | 10 | 10 | 10 | 10 | 10 | 10 | 10 | 10 | 10 | 10 | 10 |

Legenda:

Luogo: C = Casa; T = Trasferta. Risultato: V = Vittoria; N = Pareggio; P = Sconfitta.

### Statistiche dei giocatori
| Giocatore       | Super League | Super League | Super League | Super League | Coppa Svizzera | Coppa Svizzera | Coppa Svizzera | Coppa Svizzera | Totale   | Totale | Totale      | Totale     |
| Giocatore       | Presenze     | Reti         | Ammonizioni  | Espulsioni   | Presenze       | Reti           | Ammonizioni    | Espulsioni     | Presenze | Reti   | Ammonizioni | Espulsioni |
| --------------- | ------------ | ------------ | ------------ | ------------ | -------------- | -------------- | -------------- | -------------- | -------- | ------ | ----------- | ---------- |
| W. Adam         | 1            | 0            | 0            | 0            | 0              | 0              | 0              | 0              | 1        | 0      | 0           | 0          |
| S. Antonio      | 11           | 0            | 1            | 0            | 0              | 0              | 0              | 0              | 11       | 0      | 1           | 0          |
| M. Avanzini     | 5            | 0            | 0            | 0            | 0              | 0              | 0              | 0              | 5        | 0      | 0           | 0          |
| Y. Banana       | 24           | 1            | 6            | 1            | 1              | 0              | 0              | 0              | 25       | 1      | 6           | 1          |
| J. Barroca      | 9            | 0            | 0            | 0            | 0              | 0              | 0              | 0              | 9        | 0      | 0           | 0          |
| W. Bouazzi      | 3            | 0            | 0            | 0            | 0              | 0              | 0              | 0              | 3        | 0      | 0           | 0          |
| T. Castella     | 0            | 0            | 0            | 0            | 0              | 0              | 0              | 0              | 0        | 0      | 0           | 0          |
| A. Chakhsi      | 29           | 1            | 5            | 2            | 1              | 0              | 0              | 0              | 30       | 1      | 5           | 2          |
| M. Coly         | 20           | 4            | 3            | 0            | 1              | 0              | 1              | 0              | 21       | 4      | 4           | 0          |
| O. Custodio     | 4            | 0            | 1            | 0            | 1              | 0              | 0              | 0              | 5        | 0      | 1           | 0          |
| G. Cuénoud      | 1            | 0            | 1            | 0            | 0              | 0              | 0              | 0              | 1        | 0      | 1           | 0          |
| A. De Pierro    | 14           | 0            | 2            | 0            | 0              | 0              | 0              | 0              | 14       | 0      | 2           | 0          |
| R. Dessarzin    | 10           | 0            | 1            | 0            | 0              | 0              | 0              | 0              | 10       | 0      | 1           | 0          |
| P. Ekeng        | 28           | 2            | 6            | 1            | 0              | 0              | 0              | 0              | 28       | 2      | 6           | 1          |
| M. Facchinetti  | 31           | 0            | 3            | 0            | 1              | 0              | 0              | 0              | 32       | 0      | 3           | 0          |
| P. Feindouno    | 17           | 4            | 2            | 0            | 0              | 0              | 0              | 0              | 17       | 4      | 2           | 0          |
| R. Feltscher    | 8            | 0            | 1            | 0            | 0              | 0              | 0              | 0              | 8        | 0      | 1           | 0          |
| K. Fickentscher | 17           | 0            | 1            | 0            | 1              | 0              | 0              | 0              | 18       | 0      | 1           | 0          |
| G. Gabri        | 4            | 0            | 1            | 0            | 0              | 0              | 0              | 0              | 4        | 0      | 1           | 0          |
| O. Kadousi      | 14           | 0            | 1            | 0            | 0              | 0              | 0              | 0              | 14       | 0      | 1           | 0          |
| G. Katz         | 22           | 2            | 8            | 0            | 0              | 0              | 0              | 0              | 22       | 2      | 8           | 0          |
| S. Khelifi      | 18           | 2            | 0            | 0            | 1              | 0              | 1              | 0              | 19       | 2      | 1           | 0          |
| N. Lavanchy     | 6            | 0            | 0            | 0            | 1              | 0              | 0              | 0              | 7        | 0      | 0           | 0          |
| A. Lea          | 4            | 0            | 0            | 0            | 0              | 0              | 0              | 0              | 4        | 0      | 0           | 0          |
| K. Martin       | 0            | 0            | 0            | 0            | 0              | 0              | 0              | 0              | 0        | 0      | 0           | 0          |
| S. Meoli        | 10           | 1            | 1            | 0            | 0              | 0              | 0              | 0              | 10       | 1      | 1           | 0          |
| M. Mevlja       | 30           | 1            | 6            | 0            | 1              | 0              | 0              | 0              | 31       | 1      | 6           | 0          |
| M. Moussilou    | 1            | 0            | 0            | 0            | 0              | 0              | 0              | 0              | 1        | 0      | 0           | 0          |
| F. Mveng        | 0            | 0            | 0            | 0            | 0              | 0              | 0              | 0              | 0        | 0      | 0           | 0          |
| L. Pimenta      | 4            | 0            | 0            | 0            | 0              | 0              | 0              | 0              | 4        | 0      | 0           | 0          |
| D. Plessis      | 13           | 0            | 3            | 1            | 0              | 0              | 0              | 0              | 13       | 0      | 3           | 1          |
| Y. Ravet        | 29           | 8            | 2            | 0            | 1              | 0              | 0              | 0              | 30       | 8      | 2           | 0          |
| J. Sonnerat     | 26           | 0            | 3            | 0            | 1              | 0              | 0              | 0              | 27       | 0      | 3           | 0          |
| B. Sukaj        | 0            | 0            | 0            | 0            | 0              | 0              | 0              | 0              | 0        | 0      | 0           | 0          |
| Y. Tafer        | 33           | 8            | 3            | 0            | 1              | 0              | 0              | 0              | 34       | 8      | 3           | 0          |
| A. Vukušić      | 13           | 4            | 3            | 0            | 0              | 0              | 0              | 0              | 13       | 4      | 3           | 0          |
| M. Yang         | 18           | 0            | 6            | 0            | 1              | 0              | 1              | 0              | 19       | 0      | 7           | 0          |
| F. Zambrella    | 15           | 0            | 2            | 0            | 0              | 0              | 0              | 0              | 15       | 0      | 2           | 0          |
| A. Özcan        | 2            | 0            | 0            | 0            | 1              | 0              | 0              | 0              | 3        | 0      | 0           | 0          |